# Gräddhätta
Gräddhätta (Mycena olida) är en svampart som beskrevs av Bres. 1887. Enligt Catalogue of Life ingår Gräddhätta i släktet Mycena,  och familjen Mycenaceae, men enligt Dyntaxa är tillhörigheten istället släktet Mycena,  och familjen Favolaschiaceae. Arten är reproducerande i Sverige. Inga underarter finns listade i Catalogue of Life.

## Källor

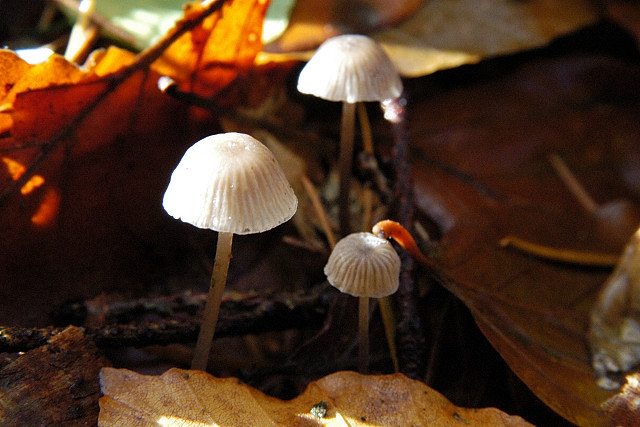
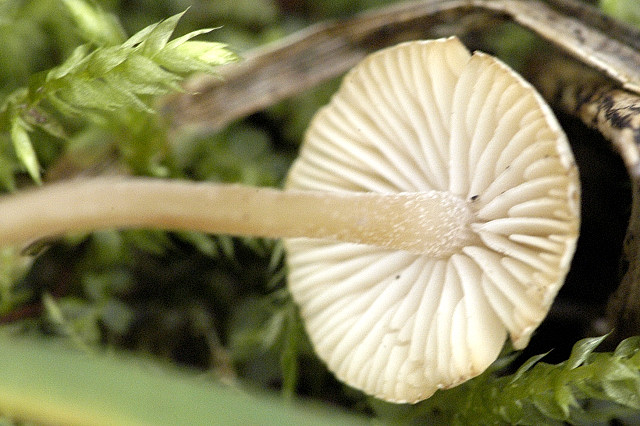
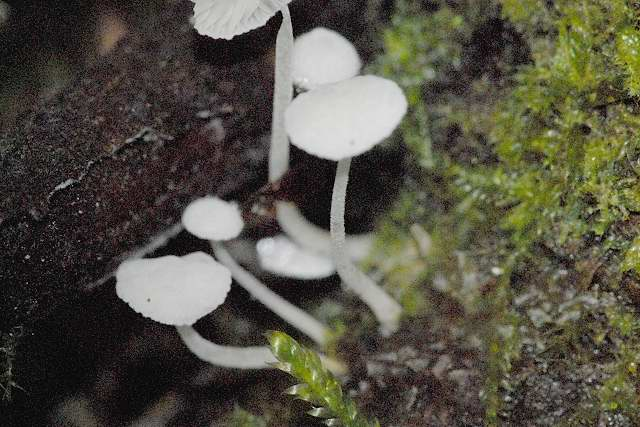
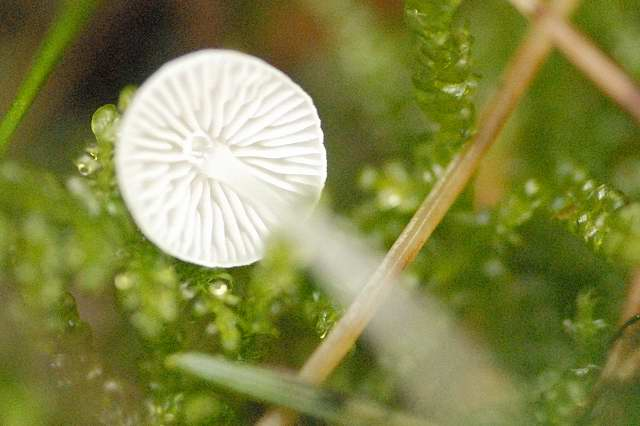